# Tatjana Šimić
Tatjana Šimić   (Zagreb, 9 de juny de 1963), també coneguda pel monònim Tatjana, és una model, actriu i cantant neerlandesa d'origen croat.

## Biografia
Šimić va néixer a Zagreb, República Socialista de Croàcia, el 9 de juny de 1963, però es va traslladar amb la seva mare i la seva germana a Rotterdam el 1979 als 16 anys d'edat.
A la dècada del 1980, després d'haver guanyat un concurs nacional de model, va començar a treballar com a actriu i model. Als Països Baixos, Bèlgica i Alemanya, segueix sent coneguda per la seva interpretació del personatge Kees Flodder, una filla de la família disfuncional i antisocial Flodder, que va aparèixer en diverses pel·lícules de comèdia neerlandeses i en una sèrie de televisió a les dècades del 1980 i 1990. La pel·lícula original (Flodder, 1986) va ser popular als Països Baixos, arribant als dos milions i mig d'espectadors.
Šimić, un símbol sexual, ha aparegut disset vegades a la portada de Playboy entre 1988 i 1996; tretze vegades a l'edició neerlandesa i quatre vegades a l'edició alemanya. El desembre de 2012, va fer la seva última aparició a l'especial de Nadal de Playboy neerlandès.
Šimić va començar una carrera discogràfica el 1987 amb el seu primer senzill, Baby Love. La seva cançó Chica Cubana es va convertir en un èxit a Europa, seguida un any més tard per Awaka Boy el 1989. El 1992, va gravar una versió de Can't Take My Eyes Off You amb el cantant neerlandès Gerard Joling. El seu primer àlbum va ser llançat l'any 1993 i va incloure l'èxit Feel Good que va assolir el número #25 al Top 40 dels Països Baixos. La seva cançó més coneguda Santa Maria va ser gravada i produïda per Mike Stock i Matt Aitken de Stock Aitken Waterman, convertint-se en un èxit de ball internacional. Va assolir el lloc #40 a la llista de senzills del Regne Unit el setembre de 1996. Un senzill posterior Calendar Girl (1996) no va aconseguir el mateix èxit. Un àlbum complet produït pels productors interns de Stock & Aitken Dave Ford, Julian Gingell i Peter Day anomenat New Look va ser llançat al Japó (titulat Santa Maria) i als Països Baixos. Incloïa els senzills, Santa Maria, Calendar Girl, i els nous senzills First Time i Sweet Sweet Smile.
Des d'aleshores ha llançat una sèrie de senzills de ball, amb Baila Baila arribant al Top 40 dels Països Baixos al #24 el 2001. El 2008, Tatjana va tornar a l'escena musical amb la cançó en neerlandès Ik Laat Je Gaan, una versió de Blago Onom Tko Te Ima de l'artista croat Tony Cetinski, que va deixar enrere el seu estil característic per a un estil més Pop-rock. La cançó va ser el major èxit neerlandès de Tatjana fins a la data, arribant al número #11 a la llista de senzills neerlandesos.

## Discografia[6][7]

### Àlbums
- 1991: Tatjana
- 1993: Feel Good
- 1996: Santa Maria
- 1997: New Look NL #70

### Senzills
- 1987: Baby Love
- 1987: Dance With Me
- 1988: Chica Cubana NL #11
- 1988: Awaka Boy NL #40
- 1990: A Letter To Your Heart
- 1991: You and Me NL #81
- 1992: Can't Take My Eyes Off You NL #6
- 1992: He's My Man
- 1993: Feel Good NL #21
- 1993: Never Never
- 1994: Don't You Want Me Baby
- 1994: Na Na Na Na (Come On Let's Go Out)
- 1995: Santa Maria NL #37, AUS #50, UK #40
- 1996: Calendar Girl NL #73
- 1997: The First Time NL #41
- 1997: O Baby I
- 1997: Boy I Know
- 1997: Your Love Is Magic
- 1997: Searching For You
- 1999: Crazy Way About You
- 1999: Be There In Time
- 1999: Wait And Wonder
- 2000: Be There In Time
- 2000: Baila Baila NL #24
- 2001: Caged
- 2007: Blago Onom Ko Te Oma
- 2008: Ik laat je gaan NL #11
- 2010: Ga Nu Maar NL #93

## Filmografia

### Pel·lícules
- Flodder (1986) - Kees Flodder
- Appointment with Yesterday (pel·lícula per al televisió, 1988)
- Starke Zeiten (1988)
- My Blue Heaven (1990) - Suzy
- Zlatne godine (1992) - Periodista de TV
- Flodder in America (1992) - Kees Flodder
- Flodder 3 (1995) - Kees Flodder

### Televisió
- Flodder (sèries de televisió, 1993–1998) - Kees Flodder